# سیارک ۹۰۹

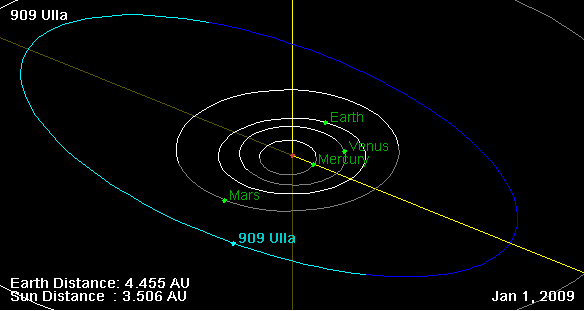
نمایی از محل قرارگیری سیارک ۹۰۹ در مدار – ۲۰۰۹

سیارک ۹۰۹ (به انگلیسی: 909 Ulla، نامگذاری:1919FA) نهصد و نهمین سیارک کشف شده‌است که در ۷ فوریه ۱۹۱۹ و در هایدلبرگ کشف شد.
قدر مطلق سیارک برابر ۸٫۹۵ است.